# Ringwall Wirtheim
Der Ringwall Wirtheim, auch Alteburg oder Wirtheimer Kringel genannt, ist eine abgegangene frühmittelalterliche Ringwallanlage auf einer Anhöhe zwischen den Bachläufen der Bieber und des Hirschbaches 700 Meter südöstlich von Wirtheim, einem Ortsteil der Gemeinde Biebergemünd im Main-Kinzig-Kreis in Hessen.

## Lage und Beschreibung
Die Wallanlage befindet sich im Kreuzungsbereich der Via Regia, die aus dem Rhein-Main-Gebiet kommend dem Kinzigtal folgt und zum mitteldeutschen Raum hin verläuft, und einem Ast „Birkenhainer Straße“ der den Spessart überquerend und aus dem Biebergrund kommend hier ausläuft und sich nach Nordwesten über den Vogelsberg in Richtung Wetterau und Mittelhessen fortsetzt.
Die Anlage liegt auf einem von Südwest nach Nordost auslaufenden Bergsporn oberhalb und östlich Wirtheims und ist ein im Durchmesser ca. 80 Meter nahezu kreisrunder Ringwall mit einer in den 3D-Daten des Airborne-Laserscans (ALS) nachweisbaren Toranlage. Die Anlage selbst, die am westlichen Abhang des Bergsporns liegt, weist einen Höhenunterschied von etwa zehn Metern auf und befindet sich im höchsten Teil nochmals zehn Meter unter der eigentlichen Höhe des Sporns, war also zur Verteidigung eher wenig geeignet.
Vom 5. Mai bis zum 9. Juli 2014 fanden auf der Burgstelle der beeindruckend großen Befestigung ausschnittsweise archäologische Untersuchungen durch das Archäologische Spessartprojekt statt, die die Entstehung des Ringwalls in der fränkischen oder in der karolingischen Zeit nahelegt (Zeithorizont: 8. bis 10. Jahrhundert). Nach ihrer Lage diente sie als einfache Abschnittsbefestigung dem Schutz der Via Regia zwischen Frankfurt und Fulda und war ein Zeichen der Macht ortsansässiger Herrschaft.
Befunde von 13 Mikrolithen, kleinen Feuerstein-Abschlägen, deuten auf eine kurzzeitige Besiedelung in der Steinzeit (Wirtheimer Gruppe; Zeitlegung: um 8000 v. u. Z.) hin. Weitere wenige Funde werden dem Frühmittelalter zugeordnet. Spätmittelalterliche Funde ohne direkten Fundzusammenhang lassen über die Topologie mehrerer angelegter Terrassen eine landwirtschaftliche Nutzung im Spätmittelalter möglich erscheinen.
Für das Frühjahr 2015 war eine Teilrekonstruktion des Tores des Ringwalls geplant.